# Montagny-lès-Buxy
Montagny-lès-Buxy je francouzská obec ležící v departementu Saône-et-Loire v regionu Bourgogne-Franche-Comté.

## Zeměpis
Vinařská obec leží více než 20 kilometrů od města Chalon-sur-Saône. Sousedí s obcemi Sassangy, Bissey-sous-Cruchaud, Rose des vents, Cersot, Buxy, Saint-Vallerin a Jully-lès-Buxy.

## Původ názvu obce
Jméno Montagny pochází z latinského „Montaniacum Acum“ - doména Římana jménem Montanius.

## Místní kultura a dědictví

### Místa a památky
- Kostel z 19. století.

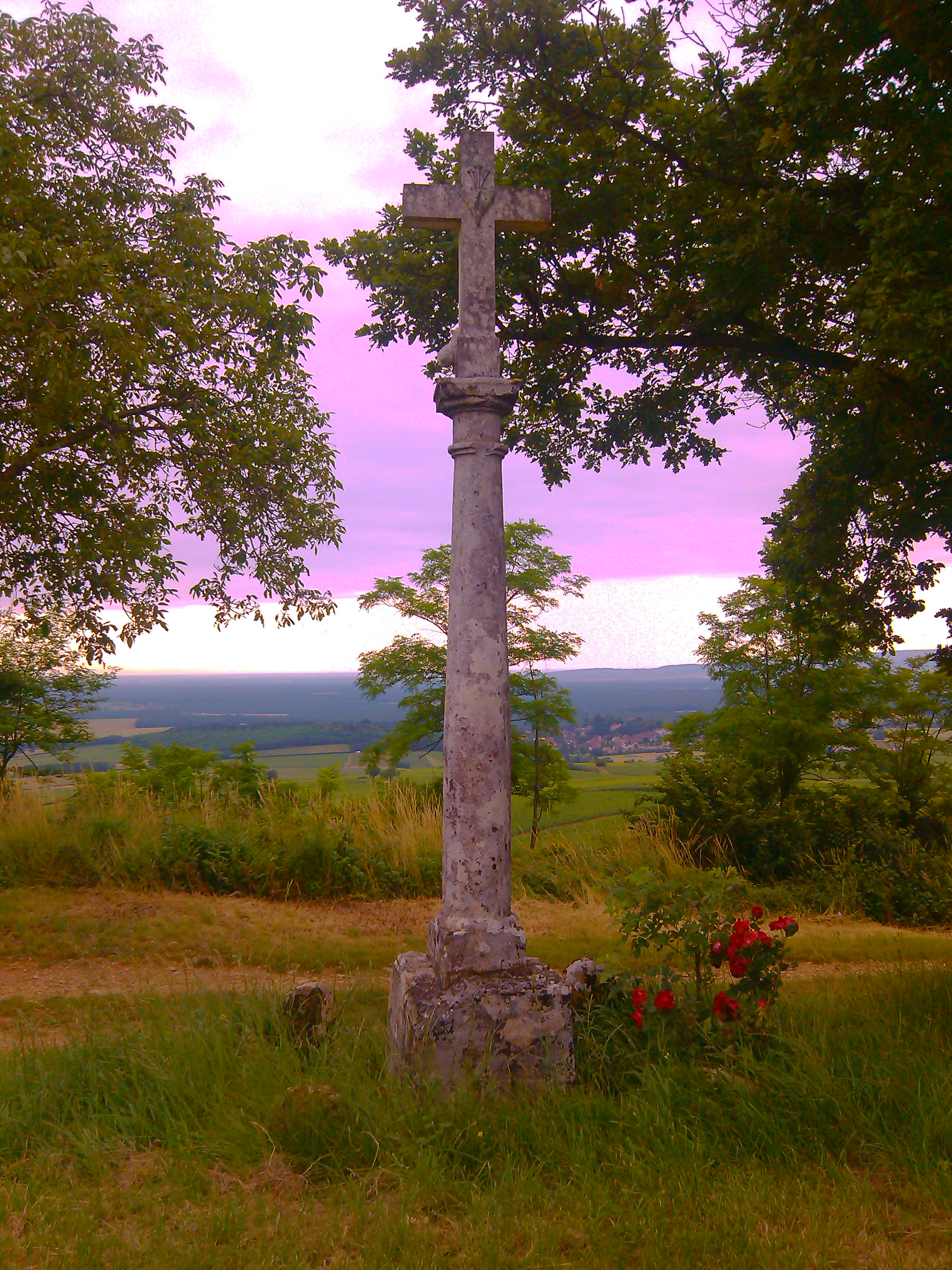
Kříž Saint-Morille.

- Château de la Saule, bývalý opevněný dům z 15. století, který byl později přestavěn.
- Kříž Saint-Morille.
- Zámek Tour Bandin, majetek rodiny Valence de Minardière od první poloviny devatenáctého století
- Kamenná chýše na místě zvaném „Les Coëres“, uprostřed vinic.[2]